# Rafael Ramos Lozano
Rafael Ramos Lozano, conosciuto anche come Rafita (Palma di Maiorca, 18 agosto 1982), è un calciatore spagnolo, difensore del Betis Florida.

## Carriera
Esordisce tra i professionisti nella stagione 2005-2006, nella quale disputa una partita nella prima divisione spagnola con la maglia del Maiorca, club in cui già aveva giocato sia nelle giovanili che nella squadra riserve (100 presenze e 14 reti totali tra il 2002 ed il 2005), con in mezzo anche un prestito ai semiprofessionisti della Ferriolense durante la stagione 2001-2002; nella stagione 2006-2007 passa in prestito al Real Murcia, dove segna 2 reti in 29 presenze sempre nella prima divisione spagnola.
Nell'estate del 2007 viene acquistato a titolo definitivo dal Castellón, squadra di Segunda Division (la seconda serie spagnola). Nella sua prima stagione con il club bianconero disputa 29 partite segnando anche una rete, mentre nella stagione 2008-2009 disputa altre 27 partite senza mai segnare. Dopo una terza stagione, nella quale segna un gol in 30 presenze, passa al Recreativo Huelva, altro club di Segunda Division. Infine, nella stagione 2011-2012 passa all'Almeria, con cui nella stagione 2012-2013 gioca 22 partite senza mai segnare, salendo così a quota 177 presenze e 5 gol in carriera in seconda serie; a fine anno l'Almeria viene promosso nella Liga, e Rafita viene riconfermato in squadra anche per la stagione 2013-2014, trascorsa in questa categoria. Dopo un breve ritorno al Real Murcia, tra il 2014 ed il 2016 milita nella terza divisione spagnola con la maglia dell'Hércules. Dal 2016 al 2019 gioca invece nella quarta divisione spagnola, rispettivamente con Novelda (nella stagione 2016-2017) ed Orihuela (dal 2017 al 2019); con quest'ultimo club nella stagione 2018-2019 vince anche il campionato. Negli anni seguenti continua a giocare a livello dilettantistico, nelle serie minori spagnole.

## Palmarès

### Club

#### Competizioni nazionali
- Tercera División: 1

Orihuela: 2018-2019